# Nicole Ménard
Nicole Ménard, née le 27 décembre 1948 à Saint-Constant, est une banquière et une femme politique québécoise. 
Elle est députée libérale à l'Assemblée nationale du Québec pour la circonscription de Laporte de 2007 à 2022. À la suite des élections générales de 2018, elle assume la fonction de whip en chef de l’opposition officielle, soit le Parti libéral du Québec.

## Biographie

### Carrière professionnelle
Nicole Ménard fait carrière pendant 40 ans dans le secteur bancaire à Banque de Montréal (BMO). Débutant comme caissière, elle monte les échelons jusqu'à la vice-présidence de cette institution financière.

### Carrière politique
À la suite de l'élection générale du 26 mars 2007, elle est devenue députée de la circonscription électorale de Laporte à l'Assemblée nationale du Québec. Elle est élue sous la bannière du Parti libéral du Québec.
Elle est réélue députée lors de l'élection générale du 8 décembre 2008. Le 18 décembre 2008, elle est nommée ministre du Tourisme et ministre responsable de la région de la Montérégie dans le gouvernement Charest.
À la suite de l'élection générale du 4 septembre 2012, Nicole Ménard occupe les postes de porte-parole de l'opposition officielle en matière de culture et de communication et porte-parole de l'opposition officielle pour le Conseil du trésor.
Lors de l'élection générale du 7 avril 2014, elle est réélue députée de Laporte alors que le Parti libéral du Québec retourne au pouvoir. Le 23 avril 2014, elle est nommée présidente du caucus du gouvernement par le premier ministre Philippe Couillard. Elle garde cette fonction jusqu'au remaniement ministériel du 11 octobre 2017 où elle se voit confier le poste de whip en chef du gouvernement.
Après sa réélection, lors des élections de 2018 où le Parti libéral se retrouve dans l'opposition, Pierre Arcand, chef intérimaire du parti, la maintient dans son rôle de whip pour le parti.
Le 2 avril 2022, Nicole Ménard annonce qu'elle ne sollicitera pas un nouveau mandat lors des élections du 1er octobre 2022.

## Distinctions et prix
Nicole Ménard est récipiendaire du prix Antoine-Lafond, Chapitre Rosemont–Petite-Patrie de la CCIEIM en 2004. 
Elle est également récipiendaire du prix Orchidée, décerné par la CCIEIM en 2006.

## Résultats électoraux
|                                                                                               | Nom                      | Parti            | Nombre de voix | %      | Maj.  |
| --------------------------------------------------------------------------------------------- | ------------------------ | ---------------- | -------------- | ------ | ----- |
|                                                                                               | Nicole Ménard (sortante) | Libéral          | 12 514         | 35,6 % | 2 479 |
|                                                                                               | Jacinthe-Eve Arel        | Coalition avenir | 10 035         | 28,6 % | -     |
|                                                                                               | Claude Lefrançois        | Québec solidaire | 6 007          | 17,1 % | -     |
|                                                                                               | Annie Lessard            | Parti québécois  | 4 647          | 13,2 % | -     |
|                                                                                               | Sabrina Huet-Côté        | Vert             | 980            | 2,8 %  | -     |
|                                                                                               | Marc André Audet         | NPD Québec       | 480            | 1,4 %  | -     |
|                                                                                               | Linda Therrien           | Conservateur     | 475            | 1,4 %  | -     |
| Total                                                                                         | Total                    | Total            | 35 138         | 100 %  |       |
| Le taux de participation lors de l'élection était de 66,3 % et 540 bulletins ont été rejetés. |                          |                  |                |        |       |